# Liste der Baudenkmäler in Bad Neualbenreuth

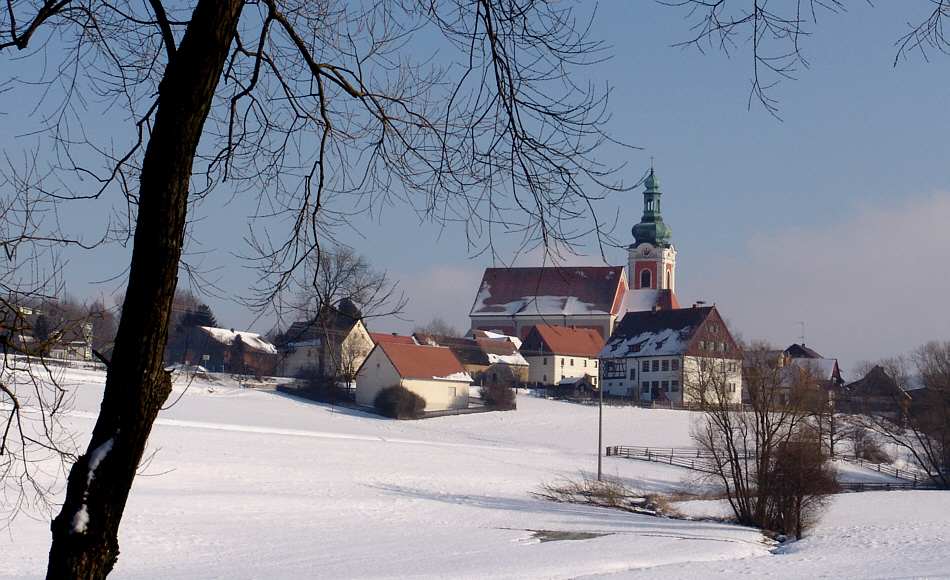
Blick auf Bad Neualbenreuth

Auf dieser Seite sind die Baudenkmäler in dem Oberpfälzer Markt Bad Neualbenreuth zusammengestellt. Diese Tabelle ist eine Teilliste der Liste der Baudenkmäler in Bayern. Grundlage ist die Bayerische Denkmalliste, die auf Basis des Bayerischen Denkmalschutzgesetzes vom 1. Oktober 1973 erstmals erstellt wurde und seither durch das Bayerische Landesamt für Denkmalpflege geführt wird. Die folgenden Angaben ersetzen nicht die rechtsverbindliche Auskunft der Denkmalschutzbehörde.

## Ensembles

### Ensemble Ortskern Bad Neualbenreuth

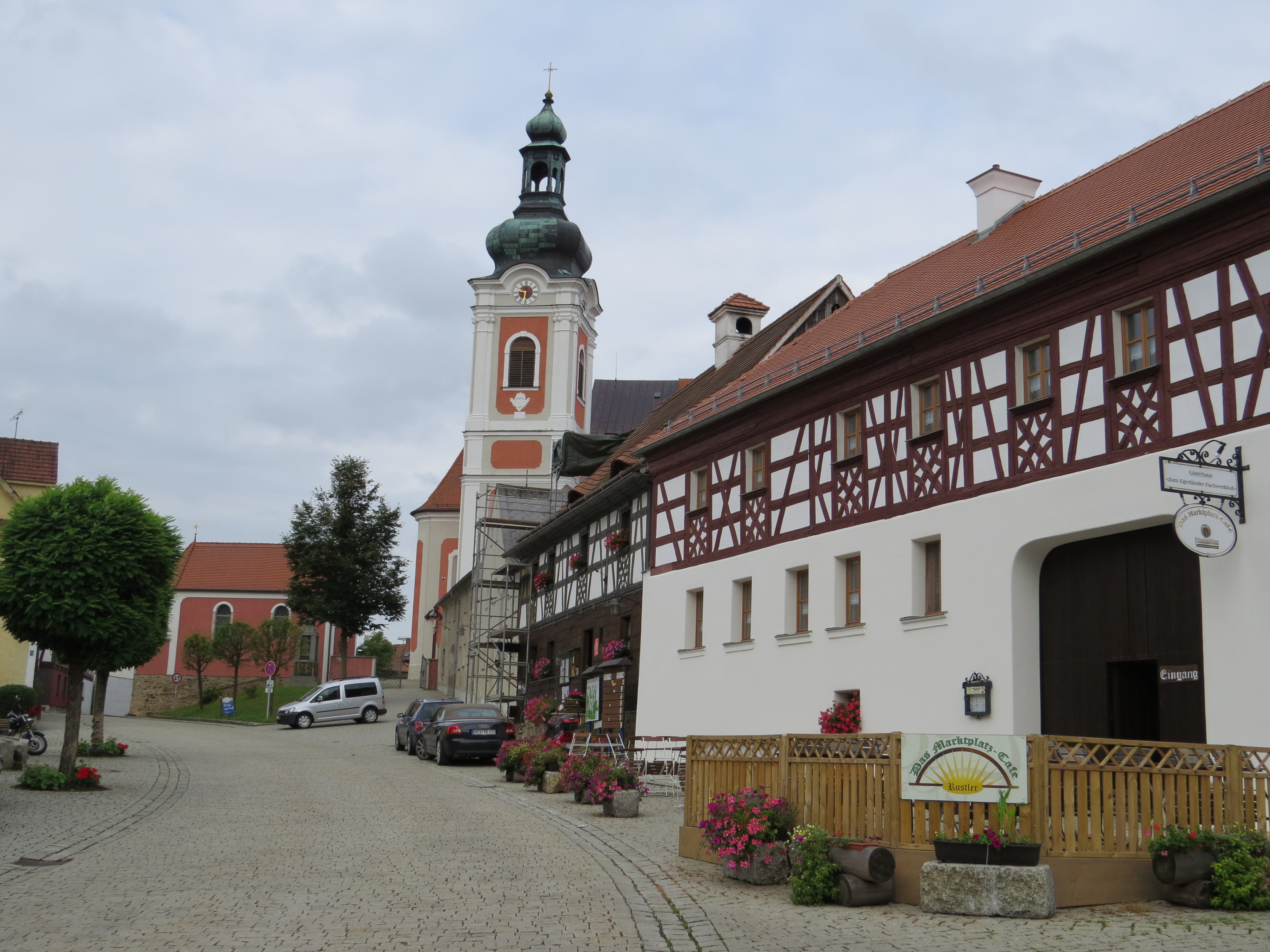
Marktplatz

Der Kern des Ortes als Sitz einer ehemaligen durch das Stift Waldsassen und die Stadt Eger abwechselnd ausgeübten Verwaltung erstreckt sich südlich und östlich um den Kirchhof mit seiner hohen Stützmauer. Der insgesamt rechteckige, an den einzelnen Hausfronten jedoch vielfach gestaffelte Marktplatz wird umgeben von Fachwerk- und Massivbauten, die teilweise noch dem 18. Jahrhundert entstammen. An der nördlichen Hälfte des Platzes führen Torbogeneinfahrten in Vierseithöfe. Westlich der Kirche stehen eine dichte Folge hangseitiger bäuerlicher Kleinanwesen und das ehemalige Schulhaus (Waldsassener Straße). Östlich des Platzes wurde die Bebauung in zweigeschossigen Traufseitzeilen erweitert und im Außenbereich breiten sich in den windgeschützten Talsenken (Turmstraße, Quergraben) stattliche Drei- und Vierseithöfe aus, mit Vorliebe auf der Sonnenseite. Infolge der anfänglichen lockeren Reihung und Weitläufigkeit ist in die Zwischenräume eine neuere Bebauung eingedrungen, die nun die ursprüngliche Siedelungsidee verunklärt. Die Eigenart der baulichen Gestalt des Ortes ist in seiner Lage an der Grenze begründet, die sich im Sinne eines Austausches bewährte und sich bis heute in einer für den Bereich der Oberpfalz einmaligen Zahl von Fachwerkbauten der Egerländer Art und einem das Ensemble überragenden prachtvollen Kirchturm im Stil des böhmischen Barock zeigt. Aktennummer: E-3-77-142-1.

## Baudenkmäler nach Ortsteilen

### Bad Neualbenreuth
| Lage                                                | Objekt                                                          | Beschreibung | Akten-Nr.              | Bild                                                            |
| --------------------------------------------------- | --------------------------------------------------------------- | --- | ---------------------- | --------------------------------------------------------------- |
| Am Anger 5 (Standort)                               | Ehemaliges Wohnstallhaus                                        | Eingeschossiger Putzbau mit Satteldach und Fachwerkgiebeln, zweite Hälfte 18. Jahrhundert | D-3-77-142-1           | BW                                                              |
| Am Bühl 6 (Standort)                                | Ehemaliges Wohnstallhaus eines Vierseithofes                    | Zweigeschossiger Frackdachbau mit verputztem Fachwerkobergeschoss und -giebel sowie Umschrot, zweite Hälfte 18. Jahrhundert | D-3-77-142-76          | BW                                                              |
| Am Bühl 7 (Standort)                                | Stadel (Südflügel eines Vierseithofes)                          | Holzverschalte Fachwerkkonstruktion mit Satteldach und gestuften Giebeln, bezeichnet mit „1787“ | D-3-77-142-2           | BW                                                              |
| Am Bühl 10 (Standort)                               | Ehemaliger Schupfen                                             | Zweigeschossiger Massivbau mit Frackdach, Fachwerkobergeschoss und -giebel sowie Umschrot und Laube, bezeichnet mit „1781“ | D-3-77-142-3           | BW                                                              |
| Hirtgasse 5 (Standort)                              | Wohnstallhaus                                                   | Eingeschossiger Satteldachbau, der Wohnteil in Blockbau, der Stallteil massiv, mit Umschrot und Fachwerk, der nördliche Teil mit ausgebildetem Obergeschoss, an der Laube bezeichnet mit „1802“ Rechtwinklig angeschlossener Schupfen, mit Frackdach, Fachwerk, Umschrot und Laube, gleichzeitig | D-3-77-142-4           | BW                                                              |
| Marktplatz (Standort)                               | Kriegerdenkmal für die Gefallenen des Ersten Weltkriegs         | Bekrönt von Eichenlaubkranz und Helm, Granit, nach 1918; ursprünglich in der Mitte des Marktplatzes | D-3-77-142-11          | Kriegerdenkmal für die Gefallenen des Ersten Weltkriegs         |
| Marktplatz 3 (Standort)                             | Hausfigur des heiligen Florian                                  | Holz, 19. Jahrhundert | D-3-77-142-6           | Hausfigur des heiligen Florian                                  |
| Marktplatz 5 (Standort)                             | Ehemaliges Egerer Amtshaus, 1830–1910 Schule, seit 1911 Rathaus | Zweigeschossiger, verputzter Massivbau mit Walmdach und stichbogiger Toreinfahrt, im Kern 18. Jahrhundert, Erker frühes 20. Jahrhundert | D-3-77-142-7           | Ehemaliges Egerer Amtshaus, 1830–1910 Schule, seit 1911 Rathaus |
| Marktplatz 8 (Standort)                             | Wohnhaus eines Vierseithofes                                    | Walmdachbau mit Fachwerkobergeschoss über massivem Erdgeschoss und korbbogiger Toreinfahrt, zweite Hälfte 18. Jahrhundert | D-3-77-142-8           | Wohnhaus eines Vierseithofes                                    |
| Marktplatz 10 (Standort)                            | Dreiseithof                                                     | Ehemaliges Wohn- und Bäckereigebäude (Südflügel), zweigeschossiger und traufständiger Satteldachbau mit teilweise erneuertem Blockbau im Erdgeschoss über hohem Bruchsteinsockel und aufwendig gestaltetem Fachwerk im Obergeschoss, 1755 Stallgebäude (Ostflügel), verputzter Massivbau, nach Mitte 18. Jahrhundert, 1906 um das Obergeschoss mit Satteldach aufgestockt und um eine Remise verlängert Stadel (Nordflügel), holzverschalte Ständerkonstruktion mit Satteldach, 1778 (dendrochronologisch bestimmt) | D-3-77-142-9           | Dreiseithof                                                     |
| Marktplatz 13 (Standort)                            | Wohnstallhaus                                                   | Zweigeschossiger Massivbau mit Frackdach, ursprünglich eingeschossig, mit hofseitiger Laube, zweite Hälfte 18. Jahrhundert, im Kern älter, straßenseitige Aufstockung und Putzgliederung bezeichnet mit „1926“ | D-3-77-142-77          | Wohnstallhaus                                                   |
| Marktplatz 16 (Standort)                            | Katholische Pfarrkirche St. Laurentius                          | Saalbau, verputzter Massivbau mit Satteldach, Putzgliederung, gerundeten Gebäudeecken, Vorhalle und eingezogenem Chor, bezeichnet mit „1733“, Turm mit Laternenzwiebelhaube 1780–1782; mit Ausstattung Friedhofskapelle, verputzter Massivbau mit Satteldach, einfacher Putzgliederung und Dreiseitschluss, mit Lourdes-Grotte, 1907 Kirchhofmauer, zum Teil 18. Jahrhundert | D-3-77-142-10          | weitere Bilder                                                  |
| Otto-Freundl-Straße (Standort)                      | Scheune                                                         | Eingeschossiger, verputzter Backsteinbau mit einfacher Putzgliederung und Ziegelornamentik, 19. Jahrhundert | D-3-77-142-12          | BW                                                              |
| Quergraben 7 (Standort)                             | Stallgebäude und ehemaliges Gesindehaus                         | Zweigeschossiger Satteldachbau mit ehemaligen Gesindewohnungen im vorkragenden Fachwerkobergeschoss über massivem Erdgeschoss, teils holzverschalt, wohl 1796 | D-3-77-142-14          | BW                                                              |
| Raiffeisenstraße 16; Raiffeisenstraße 14 (Standort) | Wohn- und ehemaliges Gasthaus (Ostflügel eines Vierseithofs)    | Zweigeschossiger, verputzter Massivbau mit Satteldach und geohrten Fensterfaschen, erste Hälfte 18. Jahrhundert, innen bezeichnet mit „1796“ Ausnahmshaus (Nordflügel), Satteldachbau mit Fachwerkobergeschoss über verputztem Erdgeschoss, erste Hälfte 19. Jahrhundert | D-3-77-142-15          | BW                                                              |
| Raiffeisenstraße 18 (Standort)                      | Ehemaliges Handwerkerhaus                                       | Dreigeschossiger Satteldachbau mit Fachwerkobergeschossen, jetzt verputzt, zweite Hälfte 18. Jahrhundert | D-3-77-142-75          | BW                                                              |
| Tillenstraße 2 (Standort)                           | Ehemaliges Handwerkerhaus                                       | Dreigeschossiger und giebelständiger Satteldachbau mit Fachwerkobergeschossen und -giebel, jetzt verputzt, zweite Hälfte 18. Jahrhundert | D-3-77-142-16          | BW                                                              |
| Tirschenreuther Straße 9 (Standort)                 | Wohnhaus                                                        | Zweigeschossiger, verputzter Massivbau mit Satteldach und geohrten, profilierten Granitgewänden, innen bezeichnet mit „1815“ | D-3-77-142-17          | Wohnhaus                                                        |
| Tirschenreuther Straße 19 (Standort)                | Wohnstallhaus eines Vierseithofes (Südflügel)                   | Eingeschossiger Satteldachbau mit Umschrot als Kniestock und Fachwerkgiebeln, 1809–1812 (dendrochronologisch bestimmt) Stadel (Ostflügel), eingeschossiger, verbretterter Satteldachbau mit Fachwerkgiebel, bezeichnet mit „1810“ | D-3-77-142-74 Wikidata | BW                                                              |
| Turmstraße 5, 7 (Standort)                          | Vierseithof                                                     | Wohnstallhaus (Westflügel), eingeschossiger, weitgehend verputzter Bruchsteinbau über hohem Sockel mit Satteldach, Blockbauteilen, Umschrot und Fachwerkgiebeln, Mitte 18. Jahrhundert Ehemaliges Ausnahmshaus (Südflügel), eingeschossiger Blockbau über hohem, massivem Kellergeschoss, mit Umschrot, Fachwerkgiebeln und jüngerem Schweinekoben, Mitte 18. Jahrhundert Stadel (Ostflügel), zweigeschossiger, holzverschalter Ständerbau mit Satteldach, bezeichnet mit „1755“, im 20. Jahrhundert nach Osten erweitert Schupfen (Nordflügel), Satteldachbau mit Erdgeschoss-Rückwand aus Bruchsteinmauerwerk und holzverschaltem Obergeschoss, im Erdgeschoss geöffnet, bezeichnet mit „1885“ | D-3-77-142-19 Wikidata | weitere Bilder                                                  |
| Turmstraße 8 (Standort)                             | Wohnhaus                                                        | Eingeschossiger Putzbau mit Frackdach und Fachwerkgiebel, innen bezeichnet mit „1755“, stark erneuert | D-3-77-142-20 Wikidata | BW                                                              |
| Turmstraße 33 (Standort)                            | Ehemaliger Wohnteil eines Bauernhauses, seit 1886 Gasthaus      | Zweigeschossiger, traufständiger Satteldachbau mit Fachwerkobergeschoss über Erdgeschoss aus verputztem Bruchsteinmauerwerk, zweite Hälfte 18. Jahrhundert | D-3-77-142-21 Wikidata | Ehemaliger Wohnteil eines Bauernhauses, seit 1886 Gasthaus      |
| Turmstraße 39 (Standort)                            | Ausnahmshaus eines Hakenhofes                                   | Eingeschossiger Blockbau über hohem Kellergeschoss, mit Satteldach, Umschrot und Fachwerkgiebel, um 1780 Sonnentor, Doppelflügeltor mir strahlenartigen Speichen | D-3-77-142-22 Wikidata | Ausnahmshaus eines Hakenhofes                                   |
| Turmstraße 43 (Standort)                            | Stadel eines Vierseithofes (Westflügel)                         | Eingeschossiger, holzverschalter Ständerbau mit Satteldach und Fachwerkwand, bezeichnet mit „1799“ Remise (Nordflügel), Satteldachbau mit Fachwerkobergeschoss über massivem Erdgeschoss und Umschrot, ehemals bezeichnet mit „1780“ Schupfen (Südflügel), eingeschossiger Fachwerkbau mit Satteldach und Umschrot, zweite Hälfte 18. Jahrhundert | D-3-77-142-23 Wikidata | Stadel eines Vierseithofes (Westflügel)                         |
| Turmstraße 44 (Standort)                            | Wohnstallhaus eines Vierseithofes (Nordflügel)                  | Satteldachbau mit Fachwerkobergeschoss und -giebel über massivem Erdgeschoss sowie mit Umschrot, zweite Hälfte 18. Jahrhundert Scheune (Südflügel), holzverschalter Ständerbau mit Satteldach und gestuftem Giebel, bezeichnet mit „1773“ | D-3-77-142-24 Wikidata | Wohnstallhaus eines Vierseithofes (Nordflügel)                  |
| Turmstraße 46, 48 (Standort)                        | Ehemaliges Wohnstallhaus eines Vierseithofes (Nordflügel)       | Eingeschossiger Massivbau mit Satteldach und Umschrot, zweite Hälfte 18. Jahrhundert, Erweiterung mit abgeschlepptem Anbau und Mittelrisalit Anfang 20. Jahrhundert Remise (Westflügel), Frackdachbau mit Fachwerkobergeschoss und Umschrot, bezeichnet mit „1776“ Scheune (Südflügel), eingeschossiger Fachwerkbau mit Satteldach, bezeichnet mit „1863“ Ausnahmshaus, eingeschossiger Satteldachbau mit Umschrot und Fledermausgauben, 1838 (dendrochronologisch datiert), Wohnteil ehemaliger Blockbau, im frühen 20. Jahrhundert weitgehend versteinert, Stallteil Bruchsteinmauerwerk Torbogen                                                                                              | D-3-77-142-25 Wikidata | weitere Bilder                                                  |
| Turmstraße 49 (Standort)                            | Wohnstallhaus eines Vierseithofes (Ostflügel)                   | Satteldachbau mit Fachwerkobergeschoss und -giebel über massivem Erdgeschoss, mit profilierten Granitgewänden und Umschrot, zweite Hälfte 18. Jahrhundert Stadel (Westflügel), zweigeschossiger, holzverschalter Satteldachbau, 1867 erbaut, 1883 erweitert | D-3-77-142-26 Wikidata | Wohnstallhaus eines Vierseithofes (Ostflügel)                   |
| Turmstraße 55 (Standort)                            | Wohnstallhaus eines Vierseithofes (Ostflügel)                   | Satteldachbau mit Fachwerkobergeschoss über massivem Erdgeschoss und Umschrot, bezeichnet mit „1767“ Schupfen (Südflügel), zweigeschossiger, holzverschalter Satteldachbau mit Umschrot, zweite Hälfte 18. Jahrhundert Stadel (Westflügel), zweigeschossiger, holzverschalter Fachwerkbau mit Satteldach und gestuften Giebeln, 1774 (dendrochronologisch bestimmt) | D-3-77-142-27          | Wohnstallhaus eines Vierseithofes (Ostflügel)                   |
| Waldsassener Straße 1 (Standort)                    | Ehemaliges Gasthaus                                             | Satteldachbau mit Fachwerkobergeschoss und -giebeln, das Erdgeschoss zum Teil holzverschalter Blockbau (Gaststube), hofseitig gewölbtes Sockelgeschoss, zweite Hälfte 18. Jahrhundert | D-3-77-142-72          | Ehemaliges Gasthaus                                             |
| Waldsassener Straße 7 (Standort)                    | Ehemaliges Schulhaus                                            | Zweigeschossiger, giebelständiger Satteldachbau mit ergerländer Fachwerkgiebel und Schleppgauben, bezeichnet mit „1910“ Nebengebäude, eingeschossiger Satteldachbau mit Fachwerkgiebel Hofmauer mit kugelbekrönten Pfosten und Garteneinfriedung; gleichzeitig | D-3-77-142-29          | Ehemaliges Schulhaus                                            |

### Altmugl
| Lage                  | Objekt                                        | Beschreibung | Akten-Nr.     | Bild |
| --------------------- | --------------------------------------------- | --- | ------------- | ---- |
| Altmugl 3 (Standort)  | Ortskapelle                                   | Verputzter Massivbau mit Satteldach, 19. Jahrhundert; mit Ausstattung | D-3-77-142-33 | BW   |
| Altmugl 10 (Standort) | Wohnstallhaus eines Vierseithofes (Ostflügel) | Eingeschossiger, verputzter Massivbau mit Satteldach, Umschrot und Fachwerkgiebel, frühes 19. Jahrhundert, das Erdgeschoss erneuert Schupfen (Nordflügel), zweigeschossiger, holzverschalter und im Erdgeschoss geöffneter Ständerbau mit Satteldach und Laube, frühes 19. Jahrhundert | D-3-77-142-32 | BW   |

### Buchgütl
| Lage                                                | Objekt           | Beschreibung | Akten-Nr.     | Bild |
| --------------------------------------------------- | ---------------- | --- | ------------- | ---- |
| Buchgütl 2 (Standort)                               | Einödhof         | Wohnstallhaus eines Vierseithofes (Ostflügel), Satteldachbau mit Fachwerkobergeschoss über massivem Erdgeschoss, Umschrot und Granitlaibungen, um 1800 Schupfen (Südflügel), eingeschossiger, holzverschalter Satteldachbau mit Umschrot, bezeichnet mit „1807“ Remise (Westflügel), zweigeschossiger Satteldachbau, teils massiv, teils holzverschalter Ständerbau, das Erdgeschoss hofseitig teilweise geöffnet, bezeichnet mit „1841“ | D-3-77-142-70 | BW   |
| Pfaffenreuth, an der Straße nach Altmugl (Standort) | Zwei Steinkreuze | Eines als Fragment, Granit, wohl spätmittelalterlich | D-3-77-142-34 | BW   |

### Ernestgrün
| Lage                      | Objekt                                                  | Beschreibung | Akten-Nr.              | Bild |
| ------------------------- | ------------------------------------------------------- | --- | ---------------------- | ---- |
| Ernestgrün 3 (Standort)   | Ehemaliges Arbeiterhaus                                 | Eingeschossiges Blockbau-Doppelhaus mit Umschrot und schindelgedecktem Krüppelwalmdach, 1833 (dendrochronologisch bestimmt) | D-3-77-142-35          | BW   |
| Ernestgrün 23a (Standort) | Ehemaliges Arbeiterhaus                                 | Eingeschossiger Putzbau mit Satteldach, Umschrot und verputztem Fachwerkgiebel, zweite Hälfte 18. Jahrhundert               | D-3-77-142-36          | BW   |
| Ernestgrün 26 (Standort)  | Ehemaliges Arbeiterhaus                                 | Eingeschossiger Putzbau mit Satteldach, Umschrot und erneuertem Fachwerkgiebel, zweite Hälfte 18. Jahrhundert               | D-3-77-142-37          | BW   |
| Ernestgrün 27 (Standort)  | Ehemaliges Arbeiterhaus und gutsherrliche Nagelschmiede | Eingeschossiger Putzbau mit Satteldach, Umschrot und Fachwerkgiebeln, zweite Hälfte 18. Jahrhundert                         | D-3-77-142-38 Wikidata | BW   |

### Gradlhof
| Lage                                 | Objekt   | Beschreibung | Akten-Nr.              | Bild           |
| ------------------------------------ | -------- | --- | ---------------------- | -------------- |
| Tirschenreuther Straße 25 (Standort) | Wohnhaus | Eingeschossiger, traufständiger und verschalter Blockbau mit Satteldach, hohem Kellergeschoss und vorkragendem Umschrot, 18. Jahrhundert | D-3-77-142-18 Wikidata | weitere Bilder |

### Habertsmühle
| Lage                      | Objekt                                       | Beschreibung | Akten-Nr.              | Bild |
| ------------------------- | -------------------------------------------- | --- | ---------------------- | ---- |
| Habertsmühle 1 (Standort) | Ehemaliges Wohnstallhaus eines Vierseithofes | Eingeschossiger Massivbau mit Satteldach, Fachwerkgiebel und einseitigem Umschrot, innen bezeichnet mit „1766“ Remise, eingeschossiger Massivbau mit Freiständern und Kniestock, spätes 18. Jahrhundert, östlich erweitert 1912 Remise, zweigeschossiger Massivbau mit Freiständern, giebelseitigem Fachwerk und Tordurchfahrt, bezeichnet mit „1804“, später aufgestockt | D-3-77-142-39 Wikidata | BW   |

### Hardeck
| Lage                        | Objekt                                                                                      | Beschreibung | Akten-Nr.              | Bild           |
| --------------------------- | ------------------------------------------------------------------------------------------- | --- | ---------------------- | -------------- |
| Hardeck 1 und 14 (Standort) | Ehemaliges Sommerschloss der Zisterzienserabtei Waldsassen, vormals Burg der Leuchtenberger | Um 1707 umgebaut zu zweigeschossigem Massivbau mit Walmdach, Putzgliederung, Portal mit Ädikula und polygonalen Bodenerkern Ehemalige Ökonomieanlage, zweigeschossiger, verputzter Massivbau über abgewinkeltem Grundriss mit Satteldach, Fachwerkobergeschoss, Zwerchhaus und Toreinfahrt, im Kern 18. Jahrhundert | D-3-77-142-40 Wikidata | weitere Bilder |

### Kappl
| Lage                    | Objekt                                                               | Beschreibung | Akten-Nr.              | Bild                                                                 |
| ----------------------- | -------------------------------------------------------------------- | --- | ---------------------- | -------------------------------------------------------------------- |
| Ottengrün 1 (Standort)  | Katholische Wallfahrts- und Expositurkirche St. Sebastian            | Saalbau, verputzter Massivbau mit Satteldach, einfacher Putzgliederung, Vorhalle, eingezogenem, dreiseitig geschlossenem Chor und Kuppeldachreiter, südlich zwischen Chor und Langhaus Sakristei in zwei Geschossen des ehemaligen Glockenturms, 1727; mit Ausstattung | D-3-77-142-41 Wikidata | weitere Bilder                                                       |
| Ottengrün 1 (Standort)  | Katholisches Pfarrhaus, ehemals auch Schule                          | Zweigeschossiger, verputzter Massivbau mit Walmdach, bezeichnet mit „1792“ | D-3-77-142-42 Wikidata | Katholisches Pfarrhaus, ehemals auch Schule                          |
| Ottengrün 26 (Standort) | Fachwerkobergeschoss des ehemaligen gutsherrschaftlichen Wirtshauses | Mit Frackdach, Anfang 19. Jahrhundert | D-3-77-142-43 Wikidata | Fachwerkobergeschoss des ehemaligen gutsherrschaftlichen Wirtshauses |

### Maiersreuth
| Lage                      | Objekt                                            | Beschreibung | Akten-Nr.     | Bild |
| ------------------------- | ------------------------------------------------- | --- | ------------- | ---- |
| Maiersreuth 3 (Standort)  | Hölzerner Säulenbildstock, sogenannte Rote Marter | Erneuert, mit Madonnenfigur, wohl erste Hälfte 19. Jahrhundert                                                                                             | D-3-77-142-47 | BW   |
| In Maiersreuth (Standort) | Kapelle Herz-Jesu                                 | Verputzter Massivbau mit Satteldach, 1897 | D-3-77-142-44 | BW   |
| Maiersreuth 4 (Standort)  | Teil einer ehemaligen Mühle                       | Zweigeschossiger Massivbau mit Satteldach, Fachwerkobergeschoss und Umschrot, um 1800                                                                      | D-3-77-142-45 | BW   |
| Maiersreuth 11 (Standort) | Wohnhaus                                          | Eingeschossiger, traufständiger und verschalter Blockbau mit Satteldach, gemauerter Giebelseite sowie vorkragendem Umschrot, ehemals bezeichnet mit „1828“ | D-3-77-142-46 | BW   |

### Motzersreuth
| Lage                      | Objekt                                                    | Beschreibung | Akten-Nr.     | Bild |
| ------------------------- | --------------------------------------------------------- | --- | ------------- | ---- |
| Kapellenfeld (Standort)   | Kapelle Heilige Dreifaltigkeit, sogenannte Fritschkapelle | Verputzter Massivbau mit Satteldach, 1880 oder früher; mit Ausstattung                                                        | D-3-77-142-48 | BW   |
| Motzersreuth 3 (Standort) | Wohnstallhaus eines Vierseithofes (südwestlicher Flügel)  | Eingeschossiger, verputzter Massivbau mit Satteldach, vorkragendem Umschrot und Fachwerkgiebel, zweite Hälfte 18. Jahrhundert | D-3-77-142-49 | BW   |

### Muglmühle
| Lage                             | Objekt          | Beschreibung | Akten-Nr.     | Bild            |
| -------------------------------- | --------------- | --- | ------------- | --------------- |
| Altmugl 15; Muglmühle (Standort) | Ehemalige Mühle | Mühlgebäude, zweigeschossiger Bruchsteinbau mit Satteldach und verzierten Holzgewänden, zweite Hälfte 18. Jahrhundert, innen bezeichnet mit „1808“ Rest eines Stallbaus, eingeschossiger Bruchsteinbau mit Satteldach, Mitte 19. Jahrhundert Torbogen, gleichzeitig | D-3-77-142-50 | Ehemalige Mühle |

### Ottengrün
| Lage                        | Objekt                                                  | Beschreibung | Akten-Nr.     | Bild                                                    |
| --------------------------- | ------------------------------------------------------- | --- | ------------- | ------------------------------------------------------- |
| Ottengrün 3, 3 a (Standort) | Ehemaliges Schloss                                      | Herrenhaus, zweigeschossiger, verputzter Massivbau mit hohem Satteldach, geohrten Faschen und Zwerchgiebel über vorkragendem Traufgesims, 18. Jahrhundert; Sogenanntes Verwalterhaus, zweigeschossiger, verputzter Massivbau mit hohem Mansarddach, einfacher Putzgliederung und Granitgewänden, 18./19. Jahrhundert Scheune, eingeschossiger Massivbau mit Satteldach und traufseitigem, eingeschossigem Anbau, frühes 19. Jahrhundert Einfriedung, geböschte Hangmauer, Bruchsteinmauerwerk, wohl mittelalterlich, und Einfahrt mit zapfenbekrönten Pfeilern | D-3-77-142-51 | weitere Bilder                                          |
| Ottengrün 5 (Standort)      | Wohnstallhaus eines ehemaligen Vierseithofs (Südflügel) | Eingeschossiger Satteldachbau mit Umschrot und Fachwerkgiebel, Anfang 19. Jahrhundert Stadel (Westflügel), holzverschalter Satteldachbau, bezeichnet mit „1804“ | D-3-77-142-53 | Wohnstallhaus eines ehemaligen Vierseithofs (Südflügel) |
| Ottengrün 7 (Standort)      | Ehemaliges Wirtshaus                                    | Eingeschossiger Satteldachbau, vorwiegend in Blockbauweise, mit massiven Teilen, über hohem Keller und mit Fachwerkgiebel, bezeichnet mit „1746“ | D-3-77-142-54 | Ehemaliges Wirtshaus                                    |
| Ottengrün 8 (Standort)      | Zugehöriger Stadel                                      | Holzverschalter Satteldachbau mit gestuftem Giebel, wohl um 1786 | D-3-77-142-55 | BW                                                      |
| Ottengrün 12 (Standort)     | Wohnstallhaus                                           | Eingeschossiger Blockbau über massivem Sockel, mit Satteldach, Umschrot und Fachwerkgiebel, um 1800 | D-3-77-142-69 | Wohnstallhaus                                           |

### Platzermühle
| Lage                      | Objekt                                    | Beschreibung | Akten-Nr.     | Bild                                      |
| ------------------------- | ----------------------------------------- | --- | ------------- | ----------------------------------------- |
| Platzermühle 3 (Standort) | Försterhaus, sogenanntes Egerer Forsthaus | Zweigeschossiger Satteldachbau mit Blockbau-Erdgeschoss, vorkragendem Fachwerkobergeschoss, Umschrot sowie westlichem, massivem Anbau mit abgeschlepptem Pultdach, Türsturz bezeichnet mit „1802“ Stadel, eingeschossiger, holzverschalter Ständerbau mit Satteldach, westlich massiver Stallteil mit Granitlaibungen, wohl um 1802 | D-3-77-142-56 | Försterhaus, sogenanntes Egerer Forsthaus |

### Poxdorf
| Lage                                                               | Objekt                                              | Beschreibung | Akten-Nr.     | Bild |
| ------------------------------------------------------------------ | --------------------------------------------------- | --- | ------------- | ---- |
| Panzner Hau, an der Forststraße Waldsassen-Wernersreuth (Standort) | Säulenbildstock mit Laterne, sogenannte Rote Marter | Holz, erste Hälfte 19. Jahrhundert, erneuert                                                                                    | D-3-77-142-58 | BW   |
| Poxdorf 10 (Standort)                                              | Wohnstallhaus eines Vierseithofes                   | Eingeschossiger Massivbau über hohem Kellergeschoss, mit Satteldach, Umschrot, Fachwerkgiebel und geohrten Granitgewänden, 1810 | D-3-77-142-57 | BW   |

### Rennermühle
| Lage                     | Objekt                                | Beschreibung | Akten-Nr.     | Bild |
| ------------------------ | ------------------------------------- | --- | ------------- | ---- |
| Kirchenberg (Standort)   | Wegkapelle                            | Verputzter Massivbau mit Satteldach und Pilastergliederung, Anfang 19. Jahrhundert                                                                           | D-3-77-142-30 | BW   |
| Rennermühle 3 (Standort) | Ehemaliges Austrags- bzw. Gesindehaus | Eingeschossiger Satteldachbau mit teilweise verschalten Blockbauteilen über hohem Keller aus Bruchsteinmauerwerk, mit Umschrot, erste Hälfte 19. Jahrhundert | D-3-77-142-59 | BW   |

### Rothmühle
| Lage                            | Objekt                        | Beschreibung | Akten-Nr.     | Bild |
| ------------------------------- | ----------------------------- | --- | ------------- | ---- |
| Rothmühle 15 und 15a (Standort) | Ehemaliges Schloss Ernestgrün | Zweigeschossiger, verputzter Massivbau mit Walmdach, polygonalen Ecktürmen, einfacher Putzgliederung und geohrten Granitlaibungen, im Kern 18. Jahrhundert, Umbau nach 1875 Parkanlage mit Teich | D-3-77-142-61 | BW   |
| Rothmühle 16 (Standort)         | Ehemaliges Wohnstallhaus      | Eingeschossiger, verputzter Massivbau mit Satteldach, Umschrot und Fachwerkgiebel, um 1800 | D-3-77-142-62 | BW   |

### Schachten
| Lage                    | Objekt                                    | Beschreibung | Akten-Nr.     | Bild |
| ----------------------- | ----------------------------------------- | --- | ------------- | ---- |
| Schachten 8 (Standort)  | Ehemaliger Dreiseithof                    | Wohnhaus (Nordflügel), eingeschossiger, verputzter Bruchsteinbau über hohem Kellergeschoss, mit Satteldach, Umschrot und Fachwerkgiebel, zweite Hälfte 18. Jahrhundert Schupfen (Südflügel), zweigeschossiger, holzverschalter Satteldachbau, im Erdgeschoss geöffnet, bezeichnet mit „1922“ Scheune (Westflügel), holzverschalter Ständerbau mit Satteldach, teils mit Bruchsteinmauerwerk, spätes 19./frühes 20. Jahrhundert | D-3-77-142-64 | BW   |
| Schachten 12 (Standort) | Wohnhaus eines Vierseithofes (Nordflügel) | Eingeschossiger Massivbau mit Satteldach, Fachwerkgiebel und Umschrot, nördlich anschließend Blockbau mit Fachwerkgiebel und Satteldach, 18. Jahrhundert Schupfen (Ostflügel), eingeschossiger Fachwerkbau mit Satteldach, bezeichnet mit „1762“ Schupfen (Südflügel), eingeschossiger Fachwerkbau mit Satteldach, gleichzeitig                                                                                                | D-3-77-142-65 | BW   |

### Wernersreuth
| Lage                                                         | Objekt                                 | Beschreibung | Akten-Nr.     | Bild                                |
| ------------------------------------------------------------ | -------------------------------------- | --- | ------------- | ----------------------------------- |
| Wernersreuth 17 (Standort)                                   | Ehemaliges Pfarrhaus                   | Zweigeschossiger, verputzter Massivbau mit hohem Walmdach und Granitlaibungen, im Kern um 1719 | D-3-77-142-67 | BW                                  |
| Wernersreuth 20; In Wernersreuth; Wernersreuth 18 (Standort) | Katholische Pfarrkirche St. Andreas    | Chorturmkirche, verputzter Massivbau mit eingezogenem, gerade geschlossenem Chor, 1723 über älteren, zum Teil mittelalterlichen Bauteilen, darunter die unteren Geschosse des Turmes, errichtet, südlich des Chores angebaute Sakristei 1812, 1910 Verlängerung nach Westen und Errichtung der Vorhalle, Zwiebelhaube des Chorturms in der Nachkriegszeit erneuert, Umbau der Vorhalle 1969; mit Ausstattung Erhaltenes Teilstück der Kirchhofummauerung, 18. Jahrhundert | D-3-77-142-66 | Katholische Pfarrkirche St. Andreas |
| Wernersreuth 21; Wernersreuth 21a (Standort)                 | Ehemaliger Pfarrhof, Vierseithofanlage | Pfarrhaus, zweigeschossiger, verputzter Massivbau mit Walmdach, rundbogigem Hauseingang und ornamentiertem Blechvordach Stadel, eingeschossiger, verputzter Massivbau mit Satteldach und rundbogigen Toreinfahrten Stallung, eingeschossiger, verputzter Massivbau mit Satteldach, Kniestock und integriertem Backofen Remise, eingeschossiger, verputzter Massivbau mit Walmdach und Freiständern Zwei Hoftore und granitsteinerne Garteneinfriedung; 1912               | D-3-77-142-78 | BW                                  |

## Ehemalige Baudenkmäler
In diesem Abschnitt sind Objekte aufgeführt, die früher einmal in der Denkmalliste eingetragen waren, jetzt aber nicht mehr. Objekte, die in anderem Zusammenhang also z. B. als Teil eines Baudenkmals weiter eingetragen sind, sollen hier nicht aufgeführt werden. Aktennummern in diesem Abschnitt sind ehemalige, jetzt nicht mehr gültige Aktennummern.

| Lage                                                         | Objekt                                     | Beschreibung                                                                    | Akten-Nr.     | Bild                      |
| ------------------------------------------------------------ | ------------------------------------------ | ------------------------------------------------------------------------------- | ------------- | ------------------------- |
| Bad Neualbenreuth An der Straße zum Grenzlandturm (Standort) | Hölzerner Säulenbildstock                  | Mit Madonnenfigur, wohl 18./19. Jahrhundert;                                    | D-3-77-142-31 | Hölzerner Säulenbildstock |
| Ottengrün (Standort)                                         | Hölzerner Säulenbildstock                  | Brettfigur des heiligen Johann von Nepomuk, bezeichnet mit „1882“               | D-3-77-142-52 | BW                        |
| Rennermühle Rennermühle 5 (Standort)                         | Gesindehaus eines ehemaligen Vierseithofes | Fachwerkbau über Erdgeschoss-Remise, wohl Anfang 19. Jahrhundert                | D-3-77-142-60 | BW                        |
| Wernersreuth Wernersreuth 18 (Standort)                      | Ehemaliges Schul- und Mesnerhaus           | Langgestreckter Bau, um 1750, zum Teil erneuert; in die Kirchhofmauer eingebaut | D-3-77-142-68 | BW                        |